# Зайцев, Николай Прохорович
Зайцев Николай Прохорович — советский государственный деятель, металлург. Депутат Верховного совета СССР . Родился 22 мая 1938 года в Новокузнецке. Умер 11 мая 2014 года. Закончил в 1954 году восьмилетку. Затем работал Кузнецком металлургическом комбинате сначала слесарем, затем резчиком. В 1958—1961 служил срочную службу в Дальневосточном округе в разведке. Затем посадчиком и вальцовщиком металла в прокатном цехе. В 1983 году закончил Кузнецкий металлургический техникум.

## Награды
- Решением исполкома Новокузнецкого городского Совета народных депутатов от 18.06.1986 г. № 172 Н. П. Зайцеву присвоено звание «Почетный гражданин города Новокузнецка»[1].
- орденами Трудовой славы II (1986 г.) и III степени (1978 г.).
- В 1973 г. удостоен звания «Почётный металлург»,
- в 1982 г. удостоен звания «Заслуженный металлург РСФСР».
- В 2008 г. ему присвоено звание «Герой Кузбасса».